# Тара (Омска област)
Вижте пояснителната страница за други значения на Тара.
Тара (на руски: Тара) е град в Русия, административен център на Тарски район, Омска област. Населението на града към 1 януари 2018 година е 28 099 души.

## История
Селището е основано през 1594 година.